# Kripa Shankar Patel
Kripa Shankar Patel Bishnoi (ur. 5 sierpnia 1977) – indyjski zapaśnik walczący w obu stylach.
Zajął ósme miejsce na mistrzostwach świata w 1998. Siódmy na igrzyskach azjatyckich w 1998 i ósmy w 2002.
Brązowy medalista mistrzostw Azji w 2003, a czwarty w 2000 i 2001. Trzeci na igrzyskach Wspólnoty Narodów w 1994. Mistrz Igrzysk Azji Południowej w 1999 i 2004 i mistrzostw Wspólnoty Narodów w 2005 i 2007 roku.
W roku 2000 został laureatem nagrody Arjuna Award.